# Magie digitale
 (avril 2023).
La magie digitale, également connue sous le nom de magie numérique ou magie technologique, est un type de magie qui utilise des technologies modernes pour créer des illusions et des effets magiques. Cette forme d’illusionnisme est devenue de plus en plus populaire au cours des dernières années, car de nombreux magiciens ont commencé à utiliser des appareils électroniques tels que des smartphones, des tablettes et des ordinateurs pour créer des tours de magie impressionnants.

## Description
La magie digitale combine l'art traditionnel de la magie avec les dernières technologies pour créer des expériences uniques pour les spectateurs. Les magiciens utilisent souvent des applications mobiles, des logiciels de retouche d'image, des écrans tactiles et des dispositifs de réalité virtuelle pour ajouter des éléments de surprise et de spectacle à leurs performances.
En raison de la popularité croissante de la technologie, la magie digitale est devenue un domaine en constante évolution, avec de nouveaux appareils et applications qui offrent de plus en plus de possibilités aux magiciens pour créer des illusions spectaculaires. La magie digitale a également trouvé sa place dans les arts scéniques comme les concerts, expositions et festivals et en magie rapprochée dans des événements tels que les salons, l'événementiel et les conférences.